# Фиат 4 HP
Фиат 4 КС (на италиански: Fiat 3 ½ HP, популярен като Fiat 4 HP) е първият автомобил произведен от ФИАТ през 1899 година и на практика е един от първите италиански автомобили. Характерното за този автомобил е, че мощността от почти 4 конски сили е определяща за наименованието на модела на производителя ФИАТ.

## История
След учредяването на италианската компания Фиат в Торино от Джовани Анели. Дизайнер на автомобила е Аристиде Фачоли.

## Производство
От автомобила са произведени 26 екземпляра ръчно в Торино.

## Експонати
Днес 4 от всички произведени модели 2 са във Италия и по един в Великобритания и САЩ.